# 帕奇軍營
帕奇軍營（英語：Patch Barracks）是一處位於德國斯圖加特的美國陸軍基地，也是駐德美軍著名的軍事設施之一。基地名稱取自二戰期間的亞歷山大·帕奇陸軍上將。

## 歷史
帕奇軍營的用地在二戰結束前為納粹德國陸軍的基地，名稱為庫爾馬克軍營（德語：Kurmärker Kaserne），建於1936年至1937年之間。二戰時期是德軍第7裝甲團的基地及團部所在地，其附屬靶場和新訓場地設於鄰近的潘澤軍營（現亦為美軍基地）。隨著二戰結束、德國盟軍佔領時期，庫爾馬克軍營暫由法國殖民地部隊屯駐，之後則由美國部隊接收該基地。1952年後被美軍改為今名。
在盟軍佔領時期，該軍營作為駐德美軍保安隊的設施。第七於1950年至1967年間亦將司令部設在此。1967年後，美軍歐洲司令部將總部從巴黎西郊（Camp-de-Loges）遷至帕奇基地，同時第七軍團司令部改駐海德堡。

## 現駐單位
- 美國歐洲司令部（EUCOM，美國國防部對歐洲、北亞地區設置的聯合作戰司令部）
- 歐洲特戰司令部（SOCEUR），指揮駐歐的美國特種作戰部隊
- 美國國防資訊系統局（英语：Defense Information Systems Agency）
- 國防資訊技術契約機構（Defense Information Technology Contracting Organization）
- 美國國安局／中央安全局（英语：Central Security Service）歐洲代表處（NSA/CSS Representative Europe office）[5]

## 近況
原先為歐洲司令部下轄機構的美軍非洲司令部分離後，以帕奇軍營附近的凱利軍營作為總部。而美軍營站（PX）則因帕奇軍營內歐洲司令部雇員、營站消費者的停車空間不足，於2007年遷移至位在伯布林根、同屬美國陸軍斯圖加特基地管理本部（U.S. Army Garrison, Stuttgart）的潘澤軍營內。其他的設施更易，包括了基地內住宅的翻新工程，而原先聳立在基地內、高96公尺的無線電塔於2009年5月遭到拆除。隨著軍事規模縮減，歐洲司令部總部在未來可能遷至美軍威斯巴登基地區（USAG Wiesbaden），而帕奇軍營等斯圖加特市內的美軍基地則可能關閉。

## 外部連結
- US European Command
- Home page of the US Army Garrison Stuttgart
- General Information about the Stuttgart Military Community （页面存档备份，存于）
- Official Stuttgart Military Community Newspaper （页面存档备份，存于）
- Stuttgart VVS public transit map for the Patch area  （页面存档备份，存于）
- Installation Guide for the Stuttgart Military Community
- Stuttgart Community Spouses Club （页面存档备份，存于）
- Stuttgart Subjects at Toytown Germany- an English-language community website for Germany. （页面存档备份，存于）

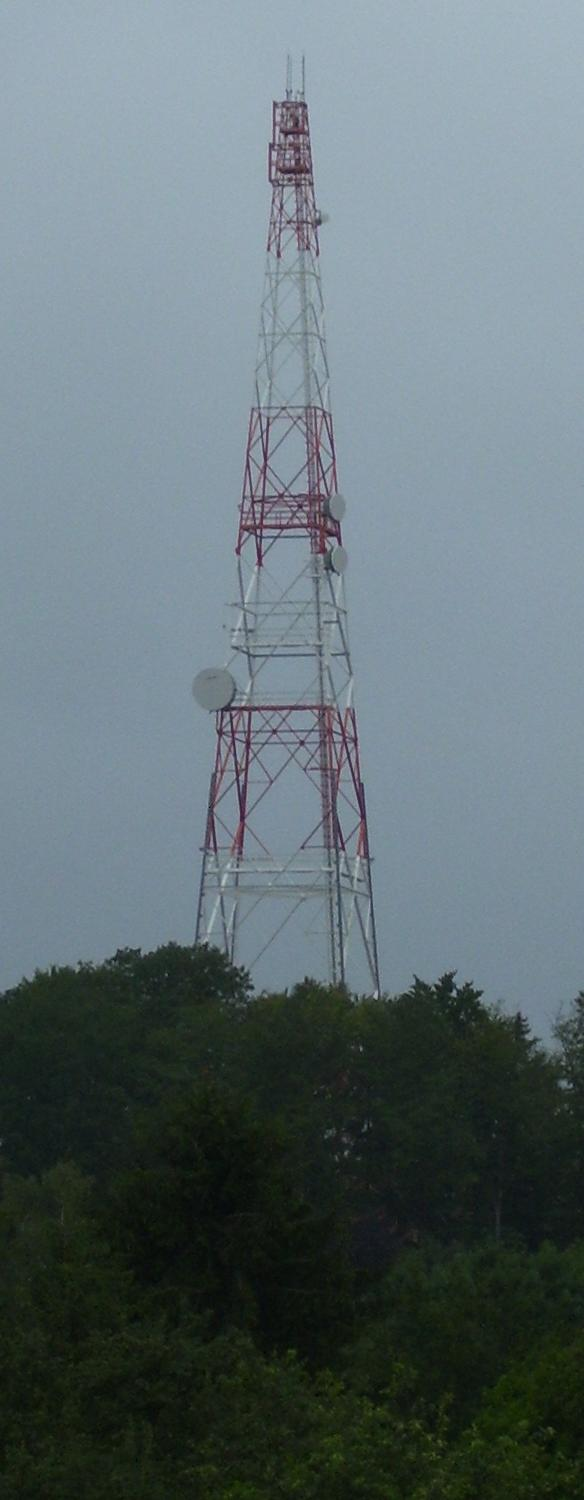
帕奇軍營內已被拆除的無線電中繼塔

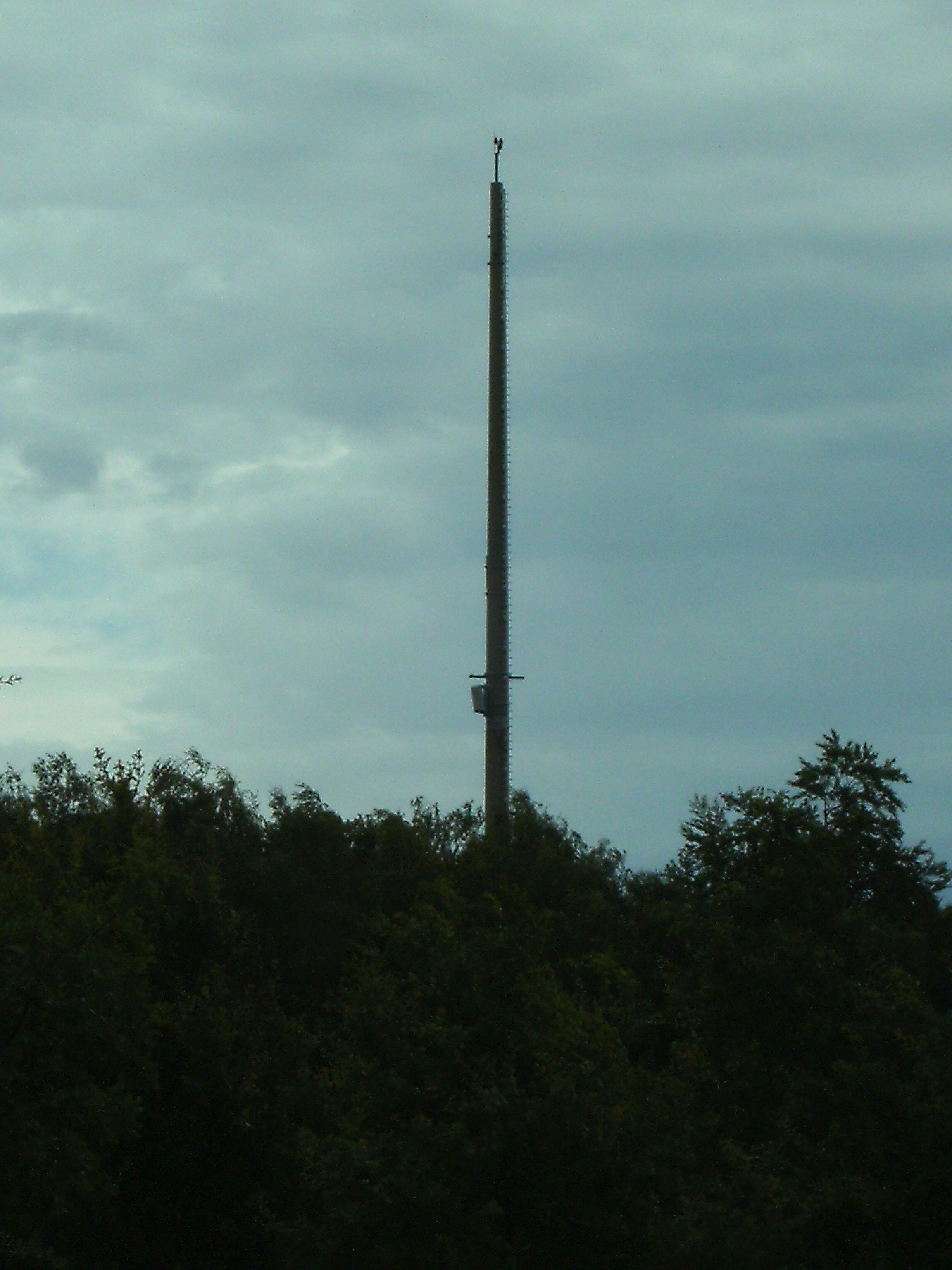
帕奇軍營內的無線電天線

- Patch Barracks on GlobalSecurity.org （页面存档备份，存于）

48°44′11″N 9°04′52″E / 48.73639°N 9.08111°E